# Belo (ort i Kamerun, Nordvästra regionen)
Belo är en ort i Kamerun.   Den ligger i regionen Nordvästra regionen, i den västra delen av landet, 290 km nordväst om huvudstaden Yaoundé. Belo ligger 1 138 meter över havet och antalet invånare är 8 705.
Terrängen runt Belo är huvudsakligen kuperad, men åt sydost är den bergig. Trakten runt Belo är tätbefolkad, med 266 invånare per kvadratkilometer. Närmaste större samhälle är Fundong, 13,1 km norr om Belo. Trakten runt Belo är huvudsakligen savannskog.